# Abiodun Baruwa
Abiodun Baruwa est un footballeur nigérian né le 16 novembre 1974 à Abuja.